# Permis de travail post-diplôme
 (juillet 2023).
Le permis de travail post-diplôme est un programme gouvernemental canadien qui permet aux étudiants étrangers qui ont obtenu un diplôme d'études post-secondaires dans une institution canadienne de travailler dans le pays après leurs études. Ce programme est conçu pour aider les diplômés internationaux à acquérir une expérience de travail canadienne pertinente tout en explorant les possibilités d'immigration permanente au Canada.

## Conditions d'admissibilité
Pour être admissible à un permis de travail post-diplôme, les étudiants étrangers doivent respecter les critères suivants :
- Avoir obtenu un diplôme d'études postsecondaires (diplôme universitaire, collégial ou professionnel) d'une institution canadienne[2].
- Avoir étudié à temps plein pendant au moins huit mois consécutifs avant d'obtenir leur diplôme[2].
- Être en possession d'un permis d'études valide au moment de la demande[3].
- Avoir effectué leur demande de permis de travail dans les 180 jours suivant la réception de leur diplôme[3].
- Avoir un passeport valide[3].

## Durée du permis de travail
La durée du permis de travail post-diplôme dépend de la durée des études effectuées au Canada. Les diplômés d'un programme de formation professionnelle ou collégiale d'une durée inférieure à deux ans peuvent obtenir un permis de travail post-diplôme d'une durée équivalente à celle de leurs études, jusqu'à un maximum de trois ans. Les diplômés d'un programme universitaire d'une durée minimale de deux ans peuvent obtenir un permis de travail post-diplôme d'une durée maximale de trois ans.

## Exigences relatives à l'emploi
Les détenteurs d'un permis de travail post-diplôme peuvent travailler pour n'importe quel employeur au Canada, à l'exception de certains emplois dans lesquels la sécurité nationale est en jeu. Les diplômés doivent travailler dans un poste qui correspond à leur niveau d'études et à leur domaine d'expertise. Les employeurs ne sont pas tenus de payer les diplômés internationaux au même niveau que les Canadiens ou les résidents permanents, mais ils doivent offrir des conditions de travail et des salaires équitables.

## Options d'immigration permanente
Le programme de permis de travail post-diplôme peut être une étape importante pour les étudiants étrangers qui cherchent à s'établir au Canada de manière permanente. Les détenteurs d'un permis de travail post-diplôme peuvent acquérir une expérience de travail canadienne pertinente, améliorer leurs compétences linguistiques et leur connaissance de la culture canadienne, et établir des contacts professionnels au Canada.
Les diplômés internationaux qui ont acquis une expérience de travail pertinente au Canada peuvent être admissibles à d'autres programmes d'immigration permanente, tels que le Programme des travailleurs qualifiés fédéraux ou le Programme des travailleurs de la catégorie de l'expérience canadienne. Ces programmes sont conçus pour permettre aux travailleurs étrangers qualifiés de s'établir au Canada de manière permanente.
En résumé, le permis de travail post-diplôme est une excellente option pour les étudiants étrangers qui cherchent à acquérir une expérience de travail. 